# Skvallerbäcken
Skvallerbäcken är ett naturreservat i Söderhamns kommun i Gävleborgs län.
Området är naturskyddat sedan 2007 och är 320 hektar stort. Reservatet består av skogspartier av tallskog, granskog, blandsumpskogar, och lövrika skogar och mellan dessa många våtmarker med två skogstjärnar, Glatjärnen och Igeltjärnen.